# 第四紀 (トールキン)
第四紀（だいよんき、Fourth Age; FO）は、J・R・R・トールキンの中つ国を舞台とした小説『指輪物語』及び『シルマリルの物語』で用いられる時代区分の一つである。

## 第三紀の終わりと第四紀の始まり
第三紀の終わりは、エルフの三つの指輪が海を越えて中つ国を去っていった、3021年9月29日である。しかしゴンドールの暦では、サウロンが滅びた3019年3月25日を第四紀の始まりとしている。またホビット庄では3022年（ホビット庄歴の1422年）の第一日である「二のユール」を第四紀の始まりとしている。
第四紀はエルフたちが西方へと去り、人間が支配を確立する新しい時代である。
第四紀の長さは分からないが、トールキンは1958年の手紙の中で、第三紀の終わりと現在とは6000年の隔たりがあり、現在の時代区分は第六紀の終わりから第七紀の始まりにあたるとしている。

## 各種族の動向
人間　
サウロンが滅びるとアラゴルンがエレスサール王として戴冠し、アルノールとゴンドールの再統一された王国の上級王となった。エレスサールとその息子エルダリオンの治世では、冥王と戦った自由の民の領土をのぞき、かつての領土を全て回復した。アンヌーミナスやフォルンオストといった北方王国の都市がふたたび栄え、ミナス・ティリスの人口も増えた。東夷やハラドリムたちとも和平を結び、モルドールの奴隷たちは解放され、ヌアネン湖周辺の土地を与えられた。
しかしただ平和を享受したわけではなく、東方のリューンの湖や、南方などへと幾度も鎮圧に赴いたとされる。
エレスサール王は120年に亡くなり、エルダリオンが後を継いだ。予言によれば、エルダリオンの王国は偉大なものとなり、100世代続き、子孫たちは多くの国を支配するとされる。
ローハンもエオメル王とその息子エルフヴィネ王の統治下で繁栄を享受し、人と馬の数を増やした。エレスサール王が戦場にあるときは、常にエオメル王の姿もあったとされる。
谷間の国では戦死したブランド王の後を継いだバルド二世の統治下で、再統一王国の友好国として保護下におかれた。
ガーン＝ブリ＝ガーンとウォーゼたちは、エレスサール王からドルーアダンの森を正式に与えられ、王は森への人間の立ち入りを禁じた。
エルフ　
第一紀の終わり以来、中つ国の生活に疲れた多くのエルフたちが、西方の不死の国ヴァリノールへと船出していった。そして第三紀の終わりにエルロンド、ガラドリエル、ガンダルフが三つの指輪とともに旅立つことを決めると、多くのものが同行し、また後へとつづいた。
ロスローリエンは指輪戦争の際ドル・グルドゥアの勢力の襲撃を受け、これを退けた。サウロンが滅びるとケレボルンは軍勢を率いて闇の森のドル・グルドゥアを陥落させ、ガラドリエルは城壁を破壊し、森を清めた。
闇の森の北方ではスランドゥイルの王国も勝利をおさめた。ケレボルンとスランドゥイルは闇の森で会談し、闇の森の名を「緑葉の森」と改めた。スランドゥイルは闇の森山脈より北を己が領土にくわえ、ケレボルンは森の狭隘部より南を領土にくわえ、東ロリアンと呼んだ。
しかしガラドリエルが去ってから数年すると、ケレボルンはロスローリエンを去って、裂け谷にエルラダンとエルロヒアとともに住んだ。ロスローリエンに残ったエルフはわずかだった。ケレボルンは後に裂け谷も去り、西方へと去ったとされる。
ゴンドールのイシリエンにもスランドゥイルの息子レゴラスの率いる一団が住み、かつての美しさを取り戻す手伝いをした。
灰色港のキーアダンは、エルフを西方へと送る最後の船が出るその時まで、そこにいるとされる。
中つ国にとどまったエルフたちは、やがて人間の目にまったく見えなくなるほどに、その肉体が薄れていく。かれらは家もなくさまよい、立ち去ることもできず、木々や泉、隠された場所などを訪れるようになるという。このような過程が第四紀中に起こるのか、あるいはそれ以後に起こるのかは分からない。
ドワーフ 　
はなれ山と青の山脈のドワーフたちは繁栄をつづけた。また白の山脈の燦光洞はギムリに与えられ、彼の一族はここで栄え、ミナス・ティリスの城門の修復という、優れた仕事もした。
のちにドゥリン七世はモリアを取り戻し、カザド・ドゥムの王国を築いた。この王国はドワーフの滅びる日まで続いたとされる。
ホビット　
サルマンの手により荒廃したホビット庄は、水の辺村の戦いの勝利と、それに続く復興を成し遂げた。ガラドリエルからサムに与えられた粉末によって土地は豊かになり、美しく丈夫な子供たちが次々と生まれた。
ホビット庄はエレスサール王の統治下で再統一王国保護下の自由地となり、王は人間がホビット庄に入ることを禁じた。
また庄町、セイン、バック郷の館主は北方王国の顧問官とされ、後に西境はホビット庄に加えられた。
しかし後にホビット庄は人間の国に吸収され、ホビットたちは人間との接触を避けるようになった。彼らはホビット庄に住み続けたが、目にすることはすくなくなった。この衰退が第四紀に起こったのか、それ以後の時代に起こったのかは分からない。

## 各人の動向
アラゴルンは再統一された王国の上級王として戴冠した。かつてのアルノール、ゴンドールの全ての領土を回復し、かつての敵とも和平を結んだ。第四紀の120年に亡くなった。
レゴラスはかれの一党を率いてイシリエンに美しさを取り戻した。エレスサール王が亡くなると、船を築いて西方へ船出したとされる。ギムリも同乗したという。
ギムリはかれの一党を率いて燦光洞の領主となった。ミナス・ティリスの城門を作ったのは彼らである。ガラドリエルをもう一度見たいがために、西方へと向かうレゴラスの船に同乗したとされる。
サムワイズ・ギャムジーは水の辺村の戦いのあと、ホビット庄の復興に力を注ぎ、7期にわたって庄長を勤めた。彼の任期中にホビット庄の庄長は北方王国の顧問官に任命された。妻のローズが死ぬと、一つの指輪の指輪所持者として、灰色港からヴァリノールへと船出した。
メリアドク・ブランディバックはバック郷の館主となり、彼の在位中にバック郷の館主は北方王国の顧問官に任命された。3084年に老齢のエオメル王から招待を受けると、102歳のかれはピピンとともにエドラスへと赴き、王の死までとどまった。その後ピピンとともにゴンドールで余生を送り、ラス・ディネンに葬られた。
ペレグリン・トゥックはセインとなり、彼の在位中にセインは北方王国の顧問官に任命された。息子のファラミアはサムの娘と結婚した。メリーとともにエドラス、ゴンドールに赴き、ラスディネンに葬られた。